# Westerplatte
Westerplatte je písčitý poloostrov u polského města Gdaňsk, vybíhající do Baltského moře. Název je odvozen od německého West Platte, polsky Wyspa Zachodnia, v českém překladu Západní ostrov. Nachází se severně od ústí Mrtvé Visly do moře. Vznikl v letech 1845–1847, kdy tato část pevniny vystoupila nad vodní hladinu. Je známý jako dějiště úvodní bitvy druhé světové války.

## Historie
Vznik ostrova byl dlouhodobý proces, při kterém se písky a bahno usazovalo v ústí řeky Visly a vytvářely mělčiny. Působením mořských proudů a vln pak byly vytvářeny ostrůvky, které se postupně spojovaly. Vlivem lidské činnosti při vytváření plavebních kanálů v letech 1716–1724 se vytěžená zemina používala k zvětšování ostrůvků.  V letech 1845–1847 byly prováděny práce na uzavření starého ústí, přičemž došlo ke spojení ostrůvku Westerplatte a Ost Plaate za vzniku poloostrova.
Před rokem 1914 se na něm nacházely pláže a pobřežní pevnost obrácená do moře. Poloostrov Westerplatte má tvar oválu ve směru západ–východ. Ze severu a východu jej omývají vody Baltského moře, po západní a jižní straně Mrtvá Visla využívaná též jako přístavní kanál. Za ním jižně se nachází Nový přístav. Jediné spojení Westerplatte s pevninou je zajištěno úzkou šíjí v jihovýchodní části poloostrova.
Při prvním dělení Polska od 16. září 1772 Westerplatte připadlo pod správu Pruska. 
Na poloostrově během dvacátých let 20. století postavili Poláci překladiště, které později chránila jejich vojenská jednotka. Německý útok na tuto posádku dne 1. září 1939, bitva o Westerplatte, se považuje za úvodní střetnutí a vůbec začátek druhé světové války. 